# Виселки (Ферзиковський район)
Виселки (рос. Выселки) — присілок в Ферзиковському районі Калузької області Російської Федерації.
Населення становить 13 осіб. Входить до складу муніципального утворення Присілок Ястребовка.

## Історія
Від 2004 року входить до складу муніципального утворення Присілок Ястребовка

## Населення
| 2002 | 2010 | 2011 |
| ---- | ---- | ---- |
| 16   | ↘14  | ↘13  |